# Salzgitter AG
Salzgitter AG är en tysk stålkoncern i Salzgitter i Niedersachsen.
Mannesmannröhren-Werke AG ingår i Salzgitter.